# Рето
Рето́ (фр. Rétaud) — коммуна во Франции, находится в регионе Пуату — Шаранта. Департамент коммуны — Приморская Шаранта. Входит в состав кантона Жемозак. Округ коммуны — Сент.
Код INSEE коммуны — 17296.

## Население
Население коммуны на 2010 год составляло 1027 человек.
| 1962 | 1968 | 1975 | 1982 | 1990 | 1999 | 2010 |
| ---- | ---- | ---- | ---- | ---- | ---- | ---- |
| 745  | 739  | 650  | 740  | 805  | 873  | 1027 |